# NGC 3968
NGC 3968 é uma galáxia espiral barrada (SBbc) localizada na direcção da constelação de Leo. Possui uma declinação de +11° 58' 07" e uma ascensão recta de 11 horas, 55 minutos e 28,7 segundos.
A galáxia NGC 3968 foi descoberta em 17 de Abril de 1784 por William Herschel.